# Cas acusatiu
El cas acusatiu és el cas gramatical utilitzat per marcar l'objecte directe d'un verb. S'utilitza el mateix cas en moltes llengües per als complements d'algunes o de totes les preposicions.
El cas acusatiu existeix (o va existir) en totes les llengües indoeuropees (incloent-hi el llatí, el sànscrit, el grec, l'alemany, el rus) i les llengües finoúgriques, a més de les llengües semítiques (com l'àrab). Les llengües baltofineses com el finès o l'estonià tenen dos casos per a l'objecte directe, l'acusatiu i el partitiu. En termes d'arranjament morfosintàctic, els dos tenen funcions semblants, però l'objecte de l'acusatiu és tèlic, mentre que el partitiu no.
El català, que no té declinació en els seus noms, té tanmateix un cas acusatiu explícitament marcat en els pronoms personals, que són el que queda de l'antiga declinació llatina. "em" és el cas acusatiu de "jo"; "ens" és el cas acusatiu de "nosaltres", etc. Aquests pronoms també serveixen en algun cas com a datius (per exemple: "Et pentino" –complement directe "Et dono la poma" –complement indirecte).

## Exemple
En la frase Veig el cotxe, el sintagma el cotxe és l'objecte directe del verb "veig". En català, que ha perdut quasi completament el sistema de casos, l'article definit i el nom –"el cotxe"– mantenen la mateixa forma sense importar la seva funció gramatical. El mateix sintagma "el cotxe" pot ser utilitzat com a subjecte ("El cotxe està aparcat aquí").
En un llenguatge declinatiu, la morfologia de l'article i/o del nom canvia segons la seva funció gramatical dins la frase. Per exemple, en alemany, una possible traducció d'"el cotxe" és der Wagen. Aquesta és la forma nominativa, usada pel subjecte d'una frase. Si aquesta combinació de nom i article esdevé l'objecte directe d'un verb, canvia al cas acusatiu, que en alemany comporta un canvi d'article –Ich sehe den Wagen. En alemany, els noms masculins canvien llur article definit de der a den per l'acusatiu.
Vegeu també arranjament morfosintàctic.

## L'acusatiu en llatí
El cas acusatiu (accusativus) també pot indicar direcció (insulam - cap a l'illa, Romam- "vers Roma", sense preposició), duració (multos annos - durant molts anys, ducentos annos - durant 200 anys) i es pot utilitzar per construir oracions d'infinitiu, per exemple: "Ego puteo illam te amare" – (traducció literal: "jo crec ella amar-te"*) illam és el subjecte de l'oració subordinada completiva, però en llatí aquest s'expressa no pas en nominatiu sinó en acusatiu.